# Championnat de France de football de troisième division 2015-2016
Navigation
National 2014-2015 National 2016-2017
La saison 2015-2016 de National est la vingt-troisième édition du Championnat de France de football National. Le troisième niveau du football français oppose cette année dix-huit clubs en une série de trente-quatre rencontres jouées entre le 7 août 2015 et le 3 juin 2016. C'est le plus haut échelon auquel peuvent accéder les équipes amateurs puisqu'au-delà, les clubs doivent avoir le statut professionnel pour participer au Championnat de France de football de Ligue 2.
Le championnat est remporté par le Racing Club de Strasbourg, qui remporte là son premier titre de troisième division, qui est donc promu en deuxième division en compagnie de l'Union sportive Orléans et de l'Amiens Sporting Club, ayant fini respectivement deuxième et troisième.
Parmi les clubs classés de la 15e à la 18e place, Les Herbiers est repêché à la suite du retrait de l'autre club vendéen Luçon pour la saison prochaine du National. C'est également le cas du Stade athlétique spinalien, profitant des rétrogradations d'Évian Thonon Gaillard et des Sports réunis Colmar. Le Fréjus Saint-Raphaël est l'autre relégué de la saison.
À noter qu'aucune équipe issue d'Île-de-France ne participe à cette édition, ce qui est une première depuis la création de cette division.

## Clubs participants
| \| · Sedan Belfort Amiens Avranches Dunkerque Fréjus Boulogne-sur-Mer Épinal Consolat Colmar Luçon Châteauroux Les Herbiers Orléans Strasbourg Chambly Béziers CA Bastia \| Localisation des clubs |
| · Sedan Belfort Amiens Avranches Dunkerque Fréjus Boulogne-sur-Mer Épinal Consolat Colmar Luçon Châteauroux Les Herbiers Orléans Strasbourg Chambly Béziers CA Bastia                              |

### Relégations, promotions et décisions administratives
Selon le règlement le championnat comprend, outre les clubs classés entre la quatrième et la quatorzième place lors de la saison 2014-2015, les trois clubs relégués de Ligue 2 (US Orléans, AC Arles-Avignon et la Berrichonne de Châteauroux) et les quatre clubs promus du championnat de France amateur (CFA) à savoir le CS Sedan, l'AS Béziers, l'ASM Belfort et Les Herbiers VF.
Cependant, le 30 mai 2015, le club du Poiré-sur-Vie effectue une demande de non-participation à cette saison 2015-2016, le club décidant de repartir au niveau de sa réserve, en CFA 2. De ce fait, c'est le premier non relégable le CA Bastia qui se voit repêché.
Le 5 juin 2015, on apprend que l'US Colomiers serait rétrogradée en CFA 2 pour raisons disciplinaires. Le club et son président ne confirment toutefois pas l'information et déclarent « les réseaux sociaux ont repris une information non officielle venant de la commission des contentieux de la FFF » tout en annonçant un appel en cas d'officialisation des sanctions. Après confirmation de la décision de la FFF, l'US Colomiers fait effectivement appel. Le 15 juillet 2015, la Fédération intègre l'équipe columérine au groupe C de CFA avant de valider d'autres sanctions trois jours plus tard.
Le SA Spinalien, bien que dernier au classement, est repêché le 15 juillet 2015, soit la veille de l'annonce des calendriers pour la saison suivante, en raison de la rétrogradation administrative de l'Athlétic Club Arles-Avignon, l'US Colomiers ne pouvant plus être repêchée. Les dirigeants de l'ACAA menaceraient même de déposer le bilan et repartir au niveau régional.  Ainsi, pour la deuxième année consécutive, aucun club de National n'est relégué en CFA pour raisons uniquement sportives, puisque le FC Istres a également été contraint de déposer le bilan à la suite de son passage devant la DNCG.

### Liste des clubs participants
Le tableau suivant liste les clubs participants, leur budget, leur entraîneur, et leur stade.
| Club                     | N°    | En National depuis | Classement 2014-2015 | Budget (en M€) | Entraîneur                                      | Depuis | Stade                         | Capacité |
| ------------------------ | ----- | ------------------ | -------------------- | -------------- | ----------------------------------------------- | ------ | ----------------------------- | -------- |
| US Orléans               | 4891  | 2015               | 18e (Ligue 2)        | 3,5            | Olivier Frapolli                                | 2012   | Stade de la Source            | 8 000    |
| LB Châteauroux           | 98    | 2015               | 19e (Ligue 2)        | 4              | Cédric Daury                                    | 2015   | Stade Gaston-Petit            | 17 072   |
| RC Strasbourg            | 191   | 2013               | 4e                   | 5.5            | Jacky Duguépéroux                               | 2014   | Stade de la Meinau            | 27 500   |
| Luçon VF                 | 6954  | 2013               | 5e                   | 1,5            | Frédéric Reculeau                               | 2005   | Stade Jean-de-Mouzon          | 7 000    |
| USL Dunkerque            | 56    | 2013               | 6e                   | 2,2            | Fabien Mercadal                                 | 2012   | Stade Marcel-Tribut           | 4 200    |
| US Boulogne CO           | 77    | 2012               | 7e                   | 2,2            | Stéphane Le Mignan remplacé par Alain Pochat    | 2013   | Stade de la Libération        | 13 726   |
| ÉFC Fréjus Saint-Raphaël | 54245 | 2009               | 8e                   | 2,5            | Jean-Marc Pilorget remplacé par Charly Paquille | 2016   | Stade Louis-Hon               | 4 000    |
| SR Colmar                | 419   | 2010               | 9e                   | 2,3            | Didier Ollé-Nicolle                             | 2015   | Colmar Stadium                | 2 300    |
| US Avranches MSM         | 105   | 2014               | 10e                  | 2              | Damien Ott                                      | 2015   | Stade René Fenouillère        | 2 000    |
| Amiens SC                | 240   | 2012               | 11e                  | 3,2            | Christophe Pellissier                           | 2015   | Stade de la Licorne           | 12 097   |
| Marseille Consolat       | 20230 | 2014               | 13e                  | 0,6            | Nicolas Usaï                                    | 2015   | Stade La Martine              | 1 990    |
| FC Chambly Thelle        | 36772 | 2014               | 14e                  | 1,5            | Bruno Luzi                                      | 2001   | Stade des Marais              | 1 000    |
| CA Bastia                | 50836 | 2014               | 15e                  | 2              | Christian Bracconi remplacé par Stéphane Rossi  | 2015   | Stade Erbajolo                | 2 000    |
| SA Épinal                | 481   | 2014               | 18e                  | 1,5            | Laurent Bénier                                  | 2014   | Stade de La Colombière        | 7 200    |
| CS Sedan-Ardennes        | 266   | 2015               | 1er (CFA Gr A)       | 2,5            | Farid Fouzari remplacé par Roger Lemerre        | 2016   | Stade Louis-Dugauguez         | 24 389   |
| ASM Belfort FC           | 236   | 2015               | 1er (CFA Gr B)       | 1,1            | Maurice Goldman                                 | 2013   | Stade Roger-Serzian           | 5 500    |
| AS Béziers               | 53073 | 2015               | 1er (CFA Gr C)       | 1,3            | Xavier Collin remplacé par Mathieu Chabert      | 2016   | Parc des Sports de Sauclières | 12 000   |
| Les Herbiers VF          | 7748  | 2015               | 1er (CFA Gr D)       | 1,7            | Franck Rizzetto                                 | 2013   | Stade Massabielle             | 5 000    |

### Objectifs des clubs
- Si vous ne connaissez pas le sujet, laissez ce bandeau (vous pouvez alors contacter les auteurs).
- Si vous supprimez le contenu mis en cause (vous pouvez préalablement contacter les auteurs),

argumentez précisément cette suppression dans la page de discussion
(un manque de référence n'est pas un argument ; une recherche réelle de référence doit avoir été effectuée, être formellement documentée).
La Berrichonne de Châteauroux ne fixe pas officiellement d'objectif. Néanmoins, la remontée immédiate en Ligue 2 est envisagée sérieusement par les joueurs de l'équipe. L'US Orléans souhaite pour sa part retrouver la Ligue 2 dans les deux ans. L'entraîneur justifie sa modération en affirmant « ce n'est pas parce qu'on descend qu'on a un statut de favori ».
Le RC Strasbourg, classé quatrième à un point du podium en 2014-2015, affirme très clairement ses ambitions de montée en Ligue 2 à l'issue de la saison et se détache comme principal favori de la compétition.
L'ambition de montée est également présente du côté d'Amiens et de Boulogne qui s'apprêtent à disputer leur quatrième saison consécutive, et qui aimeraient retrouver le monde professionnel. Le CS Sedan-Ardennes aura son mot à dire, lui qui revient peu à peu sur la voie professionnelle qu'il a quitté en 2013.
Présents depuis déjà 5 et 6 ans, Colmar et Fréjus déjà passés tout près de la montée aimeraient également retrouver (Colmar) ou découvrir (Fréjus) la Ligue 2.
Promus, Belfort et Les Herbiers (première saison en National), ainsi que Béziers auront à cœur de se maintenir. L'objectif sera le même pour le CA Bastia et le SAS Épinal qui furent repêchés, mais aussi pour Chambly, Luçon, Avranches ou Marseille Consolat qui ne disposent pas de budgets suffisamment importants pour espérer au-delà, même si chaque année une surprise tire son épingle du jeu (Bourg-Péronnas la saison passée).

## Règlement du championnat

### Barème des points
- 3 points pour une victoire
- 1 point pour un match nul
- 0 point pour une défaite

### Promotions et relégations
À l'issue des 34 journées du championnat selon le classement :
- Les équipes classées de la 1re à la 3e place sont promues en Ligue 2
- Les équipes classées de la 4e à la 14e place participeront à nouveau au Championnat de National
- Les équipes classées de la 15e à 18e place sont reléguées en CFA

### Règles de classements
En cas d'égalité de points au classement, les équipes sont départagés selon les critères suivants :
- Résultat lors des faces-à-faces
- Différence de buts lors des faces-à-faces
- Différence de buts générale
- Nombre de buts inscrits dans la compétition
- Classement selon le Carton Bleu (Classement du fair-play)
- Tirage au sort

## Classement général et résultats

### Classement
Les équipes sont classées selon leur nombre de points, lesquels sont répartis comme suite : trois points pour une victoire, un point pour un match nul, zéro point pour une défaite et zéro point en cas de forfait. Pour départager les égalités, les critères suivants seront utilisés
1. Faces-à-faces
2. Différence de buts lors des faces-à-faces
3. Différence de buts générale
4. Nombre de buts marqués
5. Fair-play
6. Tirage au sort

Le championnat National se déroule comme la Ligue 1 et Ligue 2.
L'exception notable est à la différence de buts. 
Dans les championnats amateurs français, c'est la différence de buts particulière qui domine en cas d'égalité de points au classement final.
| Rang | Équipe                   | Pts  | J  | G  | N  | P  | Bp | Bc | Diff |
| ---- | ------------------------ | ---- | -- | -- | -- | -- | -- | -- | ---- |
| 1    | RC Strasbourg            | 58   | 34 | 15 | 13 | 6  | 35 | 19 | +16  |
| 2    | US Orléans R             | 56   | 34 | 14 | 14 | 6  | 50 | 37 | +13  |
| 3    | Amiens SC                | 55   | 34 | 14 | 13 | 7  | 44 | 35 | +9   |
| 4    | Marseille Consolat       | 54   | 34 | 15 | 9  | 10 | 50 | 43 | +7   |
| 5    | LB Châteauroux R         | 52   | 34 | 14 | 10 | 10 | 52 | 45 | +7   |
| 6    | USL Dunkerque            | 47   | 34 | 12 | 11 | 11 | 42 | 42 | 0    |
| 7    | US Avranches             | 46   | 34 | 10 | 16 | 8  | 44 | 36 | +8   |
| 8    | US Boulogne              | 46   | 34 | 12 | 10 | 12 | 50 | 45 | +5   |
| 9    | FC Chambly Thelle        | 44   | 34 | 11 | 11 | 12 | 46 | 40 | +6   |
| 10   | AS Béziers P             | 44   | 34 | 11 | 11 | 12 | 35 | 38 | -3   |
| 11   | Luçon Football           | 44   | 34 | 11 | 11 | 12 | 45 | 50 | -5   |
| 12   | CS Sedan P               | 43   | 34 | 10 | 13 | 11 | 31 | 34 | -3   |
| 13   | CA Bastia                | 43   | 34 | 10 | 13 | 11 | 29 | 33 | -4   |
| 14   | ASM Belfort P            | 41   | 34 | 9  | 14 | 11 | 26 | 32 | -6   |
| 15   | Les Herbiers Football P  | 39   | 34 | 8  | 15 | 11 | 44 | 51 | -7   |
| 16   | SR Colmar                | 37-2 | 34 | 10 | 9  | 15 | 39 | 46 | -7   |
| 17   | SAS Epinal               | 30   | 34 | 6  | 12 | 16 | 39 | 53 | -14  |
| 18   | ÉFC Fréjus Saint-Raphaël | 27   | 34 | 4  | 15 | 15 | 22 | 44 | -22  |

Promotions et relégations
- Promotion en Ligue 2 2016-2017
- Rétrogradation en DHR
- Repêchage
- Relégation en CFA 2016-2017
- -2 : Points de pénalité reçus

Abréviations
- P : Promu de CFA 2014-2015
- R : Relégué de Ligue 2 2014-2015

Note
-2 : Retrait de 2 points au SR Colmar  par décision de la DNCG pour mauvaise gestion financière.

### Résultats
Le tableau suivant récapitule les résultats « aller » et « retour » du championnat :
| Résultats (▼dom., ►ext.)                                   | AMI | AVR | BAS | BEL | BEZ | BOU | CHA | LBC | CLM | CON | DUN | EPI | FSR | LHB | LUC | ORL | SED | STR |
| Amiens SC                                                  |     | 2-1 | 1-2 | 1-0 | 0-0 | 1-0 | 0-0 | 1-3 | 1-3 | 3-0 | 1-1 | 4-3 | 1-0 | 2-2 | 0-0 | 0-2 | 1-1 | 2-0 |
| US Avranches                                               | 0-2 |     | 1-3 | 1-1 | 0-0 | 3-1 | 1-1 | 2-0 | 1-1 | 2-2 | 2-0 | 0-0 | 1-1 | 0-0 | 1-0 | 3-2 | 0-0 | 0-0 |
| CA Bastia                                                  | 1-1 | 1-1 |     | 2-0 | 0-0 | 2-0 | 0-0 | 0-2 | 0-1 | 1-1 | 3-2 | 1-2 | 0-0 | 2-0 | 0-2 | 0-1 | 0-1 | 1-0 |
| ASM Belfort                                                | 2-1 | 1-4 | 0-0 |     | 4-0 | 1-2 | 1-0 | 1-1 | 0-0 | 0-1 | 0-0 | 2-0 | 0-0 | 1-0 | 2-1 | 1-1 | 0-0 | 0-0 |
| AS Béziers                                                 | 2-2 | 3-0 | 0-0 | 1-0 |     | 2-0 | 1-3 | 1-2 | 1-0 | 1-4 | 1-0 | 2-1 | 2-0 | 1-1 | 1-0 | 0-1 | 1-1 | 1-2 |
| US Boulogne                                                | 4-0 | 2-0 | 4-0 | 0-0 | 0-0 |     | 1-1 | 1-3 | 1-1 | 0-2 | 1-2 | 2-2 | 2-0 | 1-1 | 3-1 | 4-3 | 0-0 | 0-1 |
| FC Chambly                                                 | 0-1 | 1-1 | 2-2 | 6-2 | 2-0 | 1-1 |     | 1-2 | 1-2 | 1-2 | 1-0 | 3-1 | 3-2 | 4-0 | 2-1 | 1-2 | 1-1 | 0-2 |
| LB Châteauroux                                             | 1-1 | 1-4 | 2-1 | 1-1 | 2-1 | 3-2 | 0-1 |     | 3-2 | 1-2 | 2-0 | 1-1 | 3-1 | 3-0 | 0-3 | 0-0 | 2-2 | 0-1 |
| SR Colmar                                                  | 1-1 | 2-1 | 0-2 | 0-2 | 0-2 | 0-1 | 1-1 | 1-0 |     | 1-2 | 1-2 | 1-0 | 2-2 | 2-1 | 0-1 | 1-1 | 4-0 | 0-3 |
| GS Consolat                                                | 0-2 | 0-3 | 1-2 | 3-0 | 1-5 | 0-2 | 3-2 | 2-0 | 1-1 |     | 0-0 | 4-2 | 3-0 | 3-0 | 1-2 | 1-1 | 4-1 | 0-0 |
| USL Dunkerque                                              | 0-0 | 1-3 | 1-1 | 1-0 | 1-1 | 3-1 | 1-2 | 1-1 | 2-1 | 3-2 |     | 0-0 | 1-0 | 2-5 | 5-1 | 1-0 | 0-2 | 4-1 |
| SA Épinal                                                  | 2-1 | 1-3 | 1-1 | 0-1 | 1-1 | 1-1 | 3-1 | 1-1 | 2-1 | 1-1 | 3-1 |     | 0-1 | 2-1 | 2-2 | 1-1 | 0-2 | 0-1 |
| EFC Fréjus Saint-Raphaël                                   | 0-1 | 0-0 | 0-0 | 0-1 | 0-2 | 1-4 | 1-1 | 1-0 | 1-1 | 1-1 | 0-2 | 0-0 |     | 1-1 | 3-2 | 1-4 | 1-1 | 1-0 |
| Les Herbiers                                               | 1-3 | 2-1 | 1-0 | 1-1 | 3-1 | 3-3 | 1-0 | 3-4 | 2-1 | 3-0 | 1-1 | 2-1 | 1-1 |     | 0-0 | 0-0 | 2-2 | 0-0 |
| Luçon VF                                                   | 0-3 | 2-2 | 0-0 | 1-1 | 1-1 | 3-2 | 0-0 | 3-2 | 5-2 | 0-1 | 0-1 | 3-2 | 2-1 | 3-3 |     | 1-5 | 2-0 | 1-0 |
| US Orléans                                                 | 2-2 | 2-2 | 2-0 | 0-0 | 2-0 | 1-2 | 0-3 | 2-2 | 1-3 | 3-2 | 1-1 | 3-2 | 1-0 | 2-1 | 1-1 |     | 1-0 | 0-0 |
| CS Sedan Ardennes                                          | 1-1 | 0-0 | 0-1 | 1-0 | 1-0 | 1-2 | 3-0 | 0-3 | 1-2 | 0-1 | 3-1 | 2-0 | 0-0 | 1-0 | 2-0 | 1-2 |     | 0-0 |
| RC Strasbourg                                              | 0-1 | 1-0 | 3-0 | 2-0 | 3-0 | 2-0 | 1-0 | 1-1 | 1-0 | 0-0 | 2-2 | 2-1 | 1-1 | 2-2 | 1-1 | 0-0 | 2-0 |     |
| - Victoire à domicile - Match nul - Victoire à l'extérieur |     |     |     |     |     |     |     |     |     |     |     |     |     |     |     |     |     |     |

## Statistiques

### Classement des buteurs
Le tableau suivant liste les joueurs selon le classement des buteurs pour la saison 2015-2016 de National.
| Rang | Buteur                              | Club                    | Buts Note 1 | Pen. Note 2 | Ratio Note 3 |
| ---- | ----------------------------------- | ----------------------- | ----------- | ----------- | ------------ |
| 1    | Kévin Fortuné Farid Beziouen        | AS Béziers US Avranches | 17          | 4 1         | 0,52 0,55    |
| 3    | Grégory Thil Wilfried Louisy-Daniel | US Boulogne FC Chambly  | 15          | 4 2         | 0,47 0,50    |
| 5    | Romain Armand Jonathan Tinhan       | US Orléans Amiens SC    | 12          | 0 3         | 0,39 0,36    |

| Mis à jour au 3 juin 2016. 1 : Nombre de buts inscrits incluant le nombre de pénaltys 2 : Nombre de pénaltys 3 : Ratio (buts inscrits/matchs joués) |

### Buts marqués par journée
Ce graphique représente le nombre de buts marqués lors de chaque journée.
Total de 723 buts marqués en 34 journées pour une moyenne de 21,26 buts par journée et de 2,36 buts par match.

### Affluences

#### Meilleures affluences de la saison

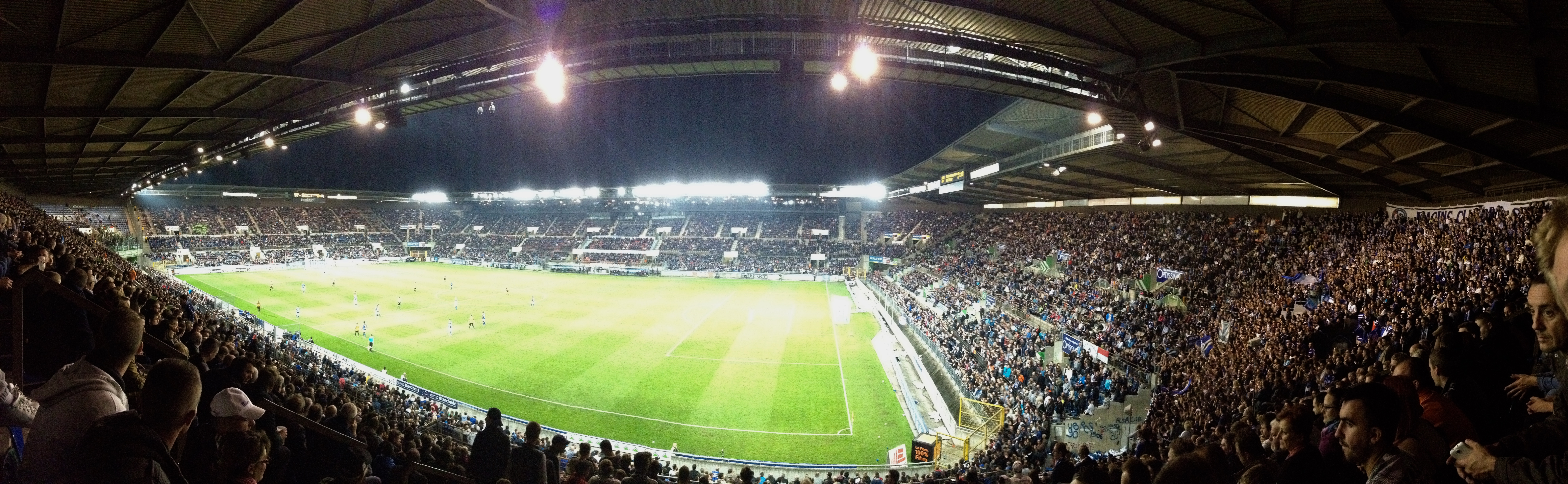
Le derby alsacien entre Strasbourg et Colmar, qui aura rassemblé plus de 26 000 supporters à la Meinau en septembre 2015.

Le RC Strasbourg Alsace a été leader du National en nombre d'abonnements ainsi qu'en termes d'affluence moyenne. En effet, 4700 abonnés l'étaient à Strasbourg, ainsi que 15 916 spectateurs en moyenne par match, record absolu. Le club accueille également les dix matches à l'affluence la plus forte, dépassant la barre des 20 000 spectateurs à quatre reprises, et par trois fois la barre des 26 000. 
| Rang | Journée | Rencontre                         | Affluence |
| ---- | ------- | --------------------------------- | --------- |
| 1    | J34     | RC Strasbourg - USL Dunkerque     | 26 145    |
| 2    | J32     | RC Strasbourg - Amiens SC         | 26 053    |
| 3    | J08     | RC Strasbourg - SR Colmar         | 26 022    |
| 4    | J31     | RC Strasbourg - CA Bastia         | 23 574    |
| 5    | J29     | RC Strasbourg - Luçon VF          | 19 292    |
| 6    | J27     | RC Strasbourg - LB Châteauroux    | 14 907    |
| 7    | J17     | RC Strasbourg - ASM Belfort       | 14 713    |
| 8    | J25     | RC Strasbourg - FC Chambly Thelle | 14 314    |
| 9    | J02     | RC Strasbourg - US Orléans        | 13 561    |
| 10   | J04     | RC Strasbourg - Les Herbiers VF   | 12 742    |

#### Affluences journée par journée
Le graphique suivant représente le nombre de spectateurs (en milliers) lors de chaque journée.
Total de 668.959 spectateurs en 31 journées. Soit 21.579 par journée et 2.398 par match. À noter que 270 575 spectateurs l'étaient au stade de la Meinau du RC Strasbourg, soit 40 % des spectateurs.

### Évolution du classement
| Journées / Clubs     | 1  | 2  | 3  | 4  | 5  | 6  | 7  | 8  | 9  | 10 | 11 | 12 | 13 | 14 | 15 | 16 | 17 | 18 | 19 | 20 | 21 | 22 | 23 | 24 | 25 | 26 | 27 | 28 | 29 | 30 | 31 | 32 | 33 | 34 | Journées promouvable | Journées relégable |
|                      |    |    |    |    |    |    |    |    |    |    |    |    |    |    |    |    |    |    |    |    |    |    |    |    |    |    |    |    |    |    |    |    |    |    |                      |                    |
| -------------------- | -- | -- | -- | -- | -- | -- | -- | -- | -- | -- | -- | -- | -- | -- | -- | -- | -- | -- | -- | -- | -- | -- | -- | -- | -- | -- | -- | -- | -- | -- | -- | -- | -- | -- | -------------------- | ------------------ |
| Amiens SC            | 14 | 13 | 14 | 11 | 9  | 14 | 14 | 9  | 7  | 7  | 6  | 5  | 4  | 5  | 6  | 4  | 5  | 3  | 5  | 7  | 8  | 9  | 9  | 6  | 7  | 6  | 5  | 4  | 4  | 4  | 4  | 3  | 3  | 3  | 4                    |                    |
| US Avranches         | 18 | 17 | 15 | 16 | 13 | 12 | 11 | 7  | 4  | 5  | 5  | 9  | 12 | 13 | 12 | 9  | 6  | 9  | 11 | 12 | 10 | 14 | 12 | 14 | 13 | 10 | 10 | 13 | 13 | 13 | 10 | 8  | 7  | 7  |                      | 4                  |
| CA Bastia            | 17 | 16 | 17 | 18 | 18 | 18 | 18 | 18 | 18 | 18 | 17 | 18 | 18 | 17 | 16 | 17 | 15 | 14 | 7  | 5  | 6  | 6  | 7  | 9  | 6  | 8  | 9  | 9  | 12 | 12 | 13 | 12 | 13 | 13 |                      | 17                 |
| ASM Belfort          | 4  | 6  | 6  | 1  | 3  | 3  | 2  | 1  | 1  | 1  | 1  | 1  | 2  | 1  | 1  | 1  | 2  | 2  | 4  | 4  | 5  | 8  | 6  | 5  | 5  | 5  | 5  | 7  | 9  | 10 | 12 | 14 | 14 | 14 | 15                   |                    |
| AS Béziers           | 2  | 3  | 9  | 12 | 7  | 10 | 13 | 13 | 15 | 12 | 12 | 8  | 11 | 12 | 14 | 16 | 17 | 16 | 15 | 15 | 13 | 15 | 15 | 15 | 15 | 15 | 14 | 10 | 14 | 14 | 14 | 13 | 12 | 10 | 2                    | 11                 |
| US Boulogne          | 7  | 8  | 11 | 15 | 17 | 16 | 7  | 11 | 8  | 11 | 11 | 13 | 13 | 14 | 13 | 11 | 9  | 10 | 12 | 9  | 9  | 10 | 13 | 10 | 12 | 11 | 9  | 12 | 8  | 9  | 11 | 12 | 8  | 8  |                      | 3                  |
| FC Chambly           | 8  | 11 | 13 | 7  | 10 | 9  | 10 | 10 | 12 | 14 | 13 | 11 | 7  | 9  | 9  | 10 | 7  | 11 | 13 | 13 | 14 | 11 | 11 | 12 | 14 | 13 | 8  | 14 | 11 | 7  | 9  | 7  | 9  | 9  |                      |                    |
| LB Châteauroux       | 15 | 14 | 15 | 17 | 15 | 13 | 15 | 16 | 17 | 13 | 16 | 16 | 16 | 16 | 15 | 14 | 14 | 15 | 9  | 6  | 4  | 4  | 5  | 7  | 9  | 12 | 13 | 8  | 10 | 8  | 7  | 5  | 5  | 5  |                      | 13                 |
| SR Colmar            | 9  | 9  | 5  | 6  | 11 | 8  | 16 | 15 | 16 | 17 | 18 | 14 | 14 | 11 | 11 | 13 | 11 | 13 | 16 | 17 | 18 | 18 | 16 | 16 | 16 | 16 | 16 | 17 | 17 | 16 | 16 | 16 | 16 | 16 |                      | 21                 |
| GS Consolat          | 6  | 1  | 1  | 3  | 1  | 2  | 1  | 3  | 5  | 6  | 7  | 10 | 6  | 8  | 8  | 6  | 4  | 5  | 2  | 2  | 2  | 1  | 1  | 2  | 2  | 2  | 2  | 2  | 2  | 2  | 2  | 4  | 4  | 4  | 20                   |                    |
| USL Dunkerque        | 1  | 2  | 3  | 2  | 4  | 7  | 12 | 8  | 11 | 8  | 10 | 7  | 10 | 7  | 4  | 5  | 8  | 6  | 6  | 8  | 7  | 7  | 10 | 8  | 8  | 7  | 7  | 6  | 6  | 6  | 5  | 6  | 6  | 6  | 4                    |                    |
| SA Épinal            | 10 | 10 | 12 | 14 | 16 | 15 | 17 | 17 | 13 | 15 | 15 | 17 | 17 | 18 | 17 | 15 | 16 | 17 | 17 | 16 | 16 | 16 | 17 | 17 | 17 | 17 | 17 | 16 | 16 | 18 | 18 | 18 | 17 | 17 |                      | 29                 |
| Fréjus Saint-Raphaël | 5  | 7  | 2  | 4  | 5  | 6  | 9  | 14 | 14 | 16 | 14 | 15 | 15 | 15 | 18 | 18 | 18 | 18 | 18 | 18 | 17 | 17 | 18 | 18 | 18 | 18 | 18 | 18 | 18 | 17 | 17 | 17 | 18 | 18 | 1                    | 24                 |
| Les Herbiers         | 11 | 12 | 7  | 8  | 6  | 4  | 3  | 6  | 9  | 9  | 8  | 6  | 9  | 6  | 7  | 8  | 12 | 8  | 10 | 11 | 12 | 13 | 14 | 13 | 11 | 14 | 15 | 15 | 15 | 15 | 15 | 15 | 15 | 15 | 1                    | 7                  |
| Luçon VF             | 12 | 4  | 10 | 5  | 2  | 1  | 4  | 2  | 2  | 3  | 4  | 3  | 1  | 3  | 3  | 2  | 3  | 4  | 3  | 3  | 3  | 3  | 3  | 3  | 4  | 4  | 4  | 5  | 5  | 5  | 6  | 10 | 11 | 11 | 17                   |                    |
| US Orléans           | 3  | 5  | 4  | 9  | 8  | 5  | 5  | 4  | 6  | 4  | 3  | 4  | 5  | 4  | 5  | 7  | 10 | 7  | 8  | 10 | 11 | 5  | 4  | 4  | 3  | 3  | 3  | 3  | 3  | 3  | 3  | 2  | 2  | 2  | 12                   |                    |
| CS Sedan Ardennes    | 16 | 18 | 18 | 13 | 14 | 17 | 8  | 12 | 10 | 10 | 9  | 12 | 8  | 10 | 10 | 12 | 13 | 12 | 14 | 14 | 15 | 12 | 8  | 11 | 10 | 9  | 12 | 11 | 7  | 11 | 8  | 9  | 10 | 12 |                      | 5                  |
| RC Strasbourg        | 13 | 13 | 8  | 10 | 12 | 11 | 6  | 5  | 3  | 2  | 2  | 2  | 3  | 2  | 2  | 3  | 1  | 1  | 1  | 1  | 1  | 2  | 2  | 1  | 1  | 1  | 1  | 1  | 1  | 1  | 1  | 1  | 1  | 1  | 26                   |                    |

### Trophées du National
Pour cette deuxième édition des trophées du National, la Fédération Française de Football (FFF) a décerné plusieurs distinctions individuelles à l'issue du vote de l'ensemble des entraineurs et des capitaines des dix-huit équipes participantes au championnat du National.
- Meilleur joueur de champ :  Nicolas Pépé (US Orléans)
- Meilleur entraineur :  Nicolas Usaï  (Marseille Consolat)
- Meilleur gardien de but :  Alexandre Oukidja (RC Strasbourg)
- Meilleur buteur :  Kévin Fortuné (AS Béziers)
- Plus beau but de la saison :  Jordan Blondel (US Avranches)

Onze joueurs ont également été choisis pour former l'équipe type du National pour la saison 2015-2016.

## Parcours en coupes nationales

### Coupe de France
Les dix-huit clubs de National ont l'obligation de participer à la Coupe de France 2015-2016 et ils sont exempts des quatre premiers tour. Ils débutent donc la compétition au cinquième tour. Une équipe devrait jouer dix matchs pour gagner la Coupe : cinquième, sixième, septième et huitième tour, trente-deuxièmes de finale, seizièmes de finale, huitièmes de finale, quarts de finale, demi-finales et finale.
Le tableau suivant montre le nombre de clubs de National en lice par tour :
| Divisions / Manches       | 5e tour | 6e tour | 7e tour  | 8e tour | 32es de finale | 16es de finale | Huitièmes de finale | Quarts de finale | Demi-finales  | Finale        |
| ------------------------- | ------- | ------- | -------- | ------- | -------------- | -------------- | ------------------- | ---------------- | ------------- | ------------- |
| Clubs de National engagés | 18      | 14      | 13 (176) | 10 (88) | 6 (64)         | 2 (32)         | aucune équipe       | aucune équipe    | aucune équipe | aucune équipe |

Légende : (2) : nombre de clubs engagés au total